# Solonți, Troițke
Solonți (în ucraineană Солонці) este un sat în comuna Novoznameanka din raionul Troițke, regiunea Luhansk, Ucraina.

## Demografie
Componența lingvistică a localității Solonți
     Rusă (98,85%)
     Ucraineană (1,15%)
Conform recensământului din 2001, majoritatea populației localității Solonți era vorbitoare de rusă (98,85%), existând în minoritate și vorbitori de ucraineană (1,15%).